# Skylab
Skylab, američka svemirska postaja lansirana 14. svibnja 1973. iz svemirskog centra Kennedy.
Skylab je bio načinjen od opreme zaostale iz programa Apollo. Najveći njegov dio, orbitalna radionica je zapravo bio prazan treći stupanj rakete Saturn 5. Pri lansiranju otkinula se jedna fotoćelijska ploča a i dio toplinskog štita. Zato su astronauti morali načiniti suncobran.
Postaja je radila samo devet mjeseci i imala je tri člana posade. Vratila se u atmosferu 11. srpnja 1979. i izgorila.